# Stefan Wiesner (Koch)
Stefan Wiesner (* 16. Oktober 1961 in Escholzmatt, Kanton Luzern) ist ein Schweizer Koch. Durch zahlreiche Fernsehbeiträge bei SF DRS, 3sat, ZDF und Teilnahmen an der VOX-Sendung Kitchen Impossible sowie durch den gleichnamigen Dokumentarfilm von Eric Bergkraut ist Wiesner auch bekannt als Der Hexer aus dem Entlebuch.

## Leben
Stefan Wiesner arbeitete nach einer Berufslehre als Koch in verschiedenen Restaurants, unter anderem auch bei Roman Stübiger im Le Manoir in Luzern. 1984 kehrte er nach Escholzmatt zurück und übernahm 1989 zusammen mit seiner Frau Monika Auretto den elterlichen Gasthof Rössli.
Bekannt geworden ist Wiesner durch Gerichte wie Suppe aus geräuchertem Schnee, der «Heusuppe», mit seinen zahlreichen Wurstkreationen wie der Bauernbratwurst mit Gold oder mit dem Holzkohlensenf. Thematisch bindet er als Gastrosoph die Natur des Napfberglandes mitsamt seinen Traditionen wie der Landwirtschaft, dem Napfgold oder der Köhlerei poetisch in die Kochkunst ein. Er beweist seine Aromakenntnisse unter anderem mit Parfumgerichten. Speziell an Wiesner ist zudem seine Herangehensweise an die Entstehungsprozesse im Rössli. Zusammen mit seiner Frau und dem Team aus Küchen- und Servicepersonal sowie Zulieferern wird ein kulinarisches und gastronomisches Ganzes gestaltet. Er gilt als experimenteller Koch mit Spezialisierung auf die, so in seinem neuesten Buch bezeichnet, avantgardistische Naturküche. Laut der Zeitschrift Touring gilt er als einer der kreativsten Köche der Schweiz.

## Auszeichnungen
- 1994: erster Eintrag im Gault-Millau
- 1997: «Entdeckung des Jahres 1997 in der Deutschschweiz»
- 2000: Guide Bleu Gourmande – La Suisse
- 2002: in der Gilde etablierter Köche
- 2003: Guide Michelin mit dem «Bib Gourmand»
- 2003: Facts-Führer für «die 100 sympathischsten Restaurants der Schweiz»
- 2007: 16 Gault-Millau-Punkte[15]
- 2008: ICD-Award «Innovativer Trendsetter»[16]
- seit 2008: 17 Gault-Millau-Punkte[15]
- seit 2008: 1 Stern Guide Michelin[15]
- Zwei plus Kochlöffel im Schlemmer Atlas[17]

## Publikationen
- mit Gisela Räber: Gold Holz Stein – Sinnliche Sensationen aus Wiesners alchemistischer Naturküche. AT Verlag, Aarau 2003, ISBN 3-03800-398-0.
- mit Anton Studer, Andrin C. Willi: Avantgardistische Naturküche. AT Verlag, Aarau 2011, ISBN 978-3-03800-532-2.
- mit Monica Wiesner-Aureto: Wurstwerkstatt – Brat- und Siedwürste einfach selber machen. AT Verlag, Aarau 2015, ISBN 978-3-03800-882-8